# College Coach
College Coach é um filme norte-americano de 1933, do gênero drama, dirigido por William A. Wellman e estrelado por Dick Powell e Ann Dvorack.

## A produção
Pat O'Brien, que passou a encarnar personagens em geral suaves mais adiante na carreira, recebeu elogios como o treinador enérgico e agressivo de uma equipe de futebol americano colegial. Por sua vez, Dick Powell, escalado por ser um grande chamativo nas bilheterias, não convence como um dos jogadores do time.
O filme apresenta várias canções, entre elas Men of Calvert e Lonely Lane, ambas de Sammy Fain e Irving Kahal.
John Wayne, sem ser creditado, tem um pequeno papel, como um dos estudantes.

## Sinopse
Gore, técnico do time de futebol da Universidade de Calvert, sempre quer vitórias a qualquer preço. Mas agora ele tem problemas com seu principal atleta, Phil Sargeant, mais preocupado em estudar que em jogar!  Outra contrariedade é ver sua esposa, Claire, mais interessada em Buck Weaver, seu outro grande jogador, do que nele próprio.

## Elenco
| Ator/Atriz     | Personagem      |
| -------------- | --------------- |
| Dick Powell    | Phil Sargeant   |
| Ann Dvorak     | Claire Gore     |
| Pat O'Brien    | Gore            |
| Arthur Byron   | Philip Sargeant |
| Lyle Talbot    | Buck Weaver     |
| Hugh Herbert   | Barnett         |
| Guinn Williams | Matthews        |
| Nat Pendleton  | Petrowski       |